# 揚州炒飯

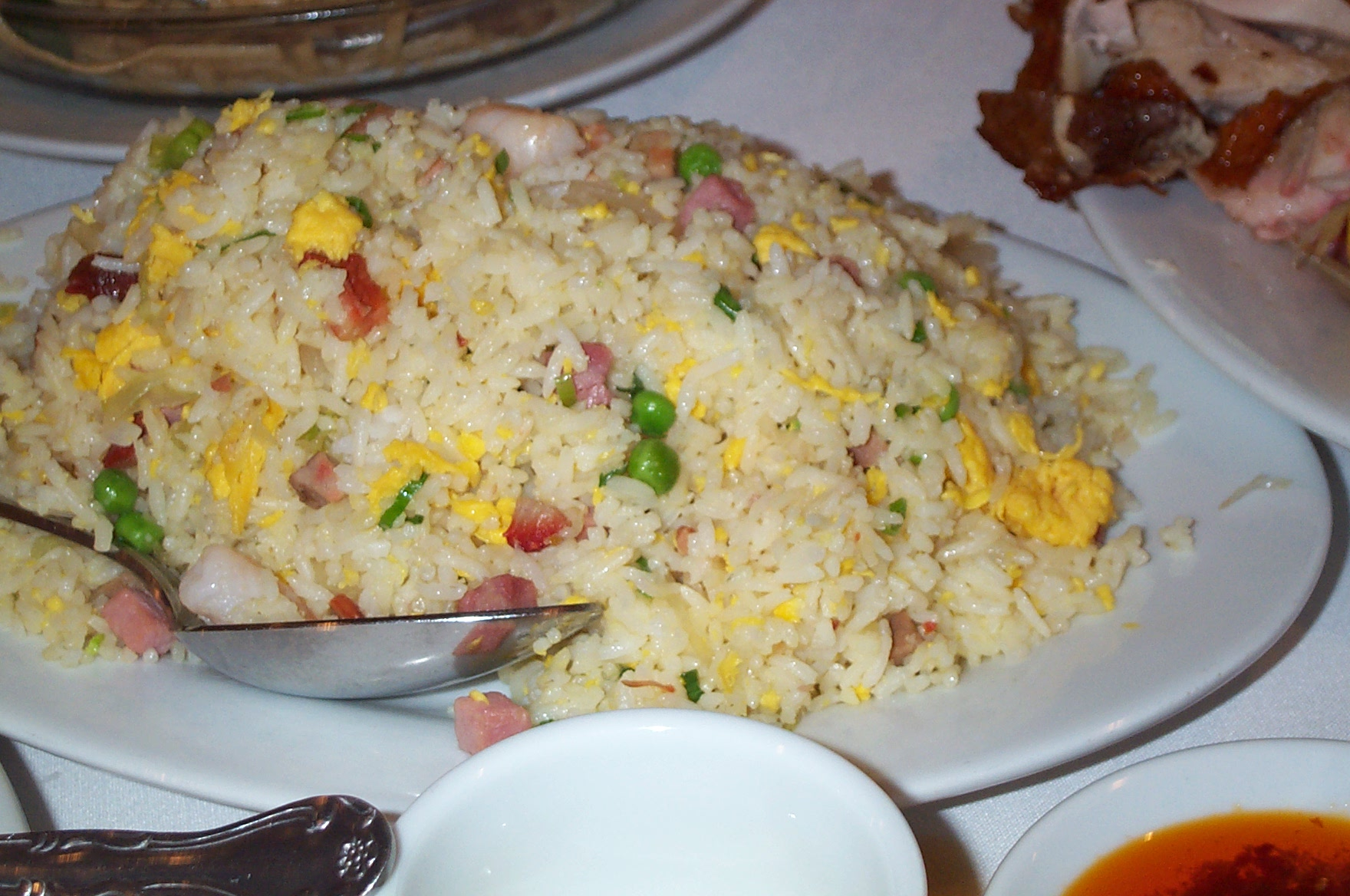
廣州式的揚州炒飯

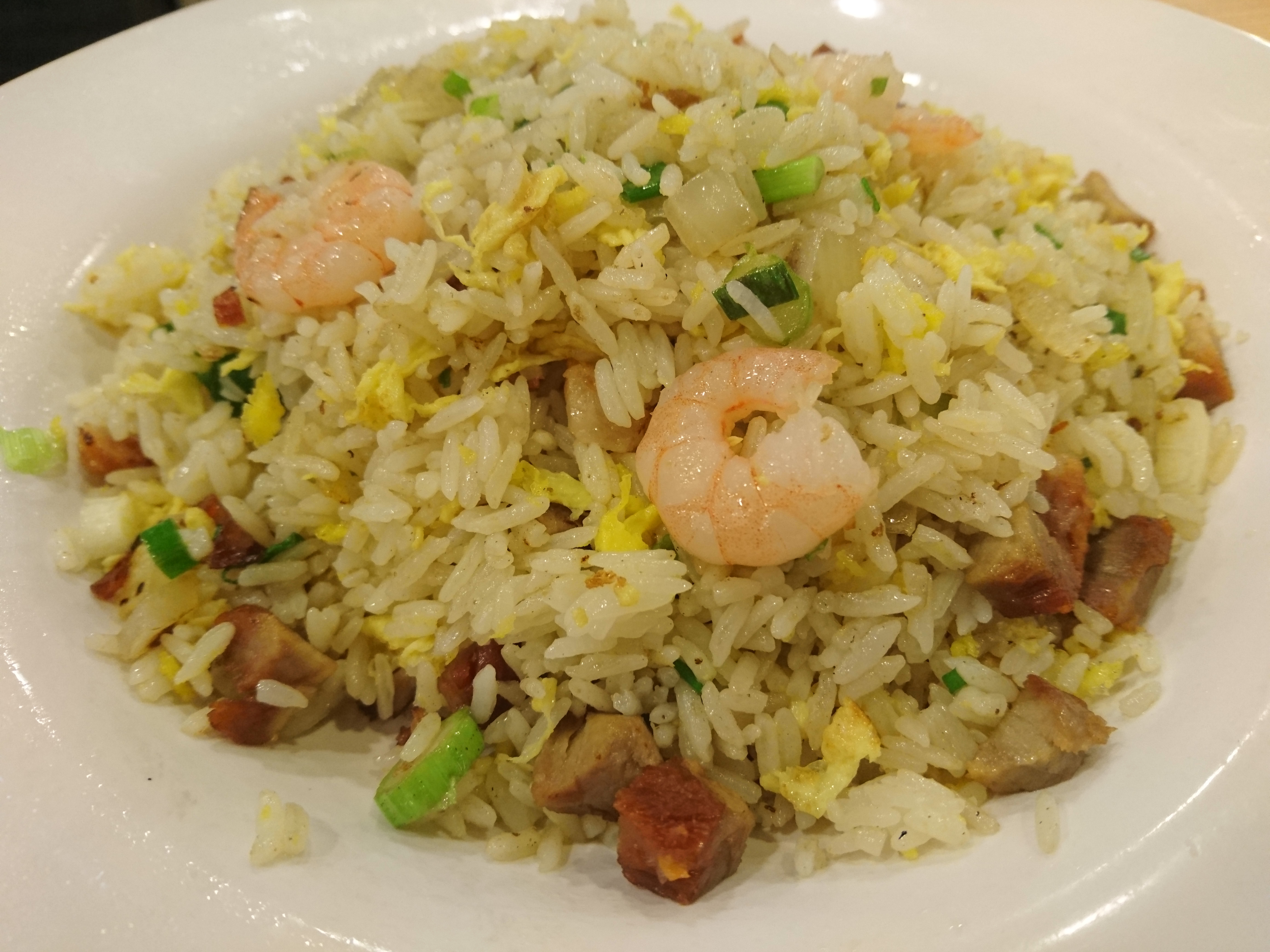
香港快餐店所售賣的揚州炒飯

扬州炒饭是一种源于中国并冠名为“扬州”的炒饭，根据其来源和制作形式而在各地区有所差异。

## 廣州式

### 歷史

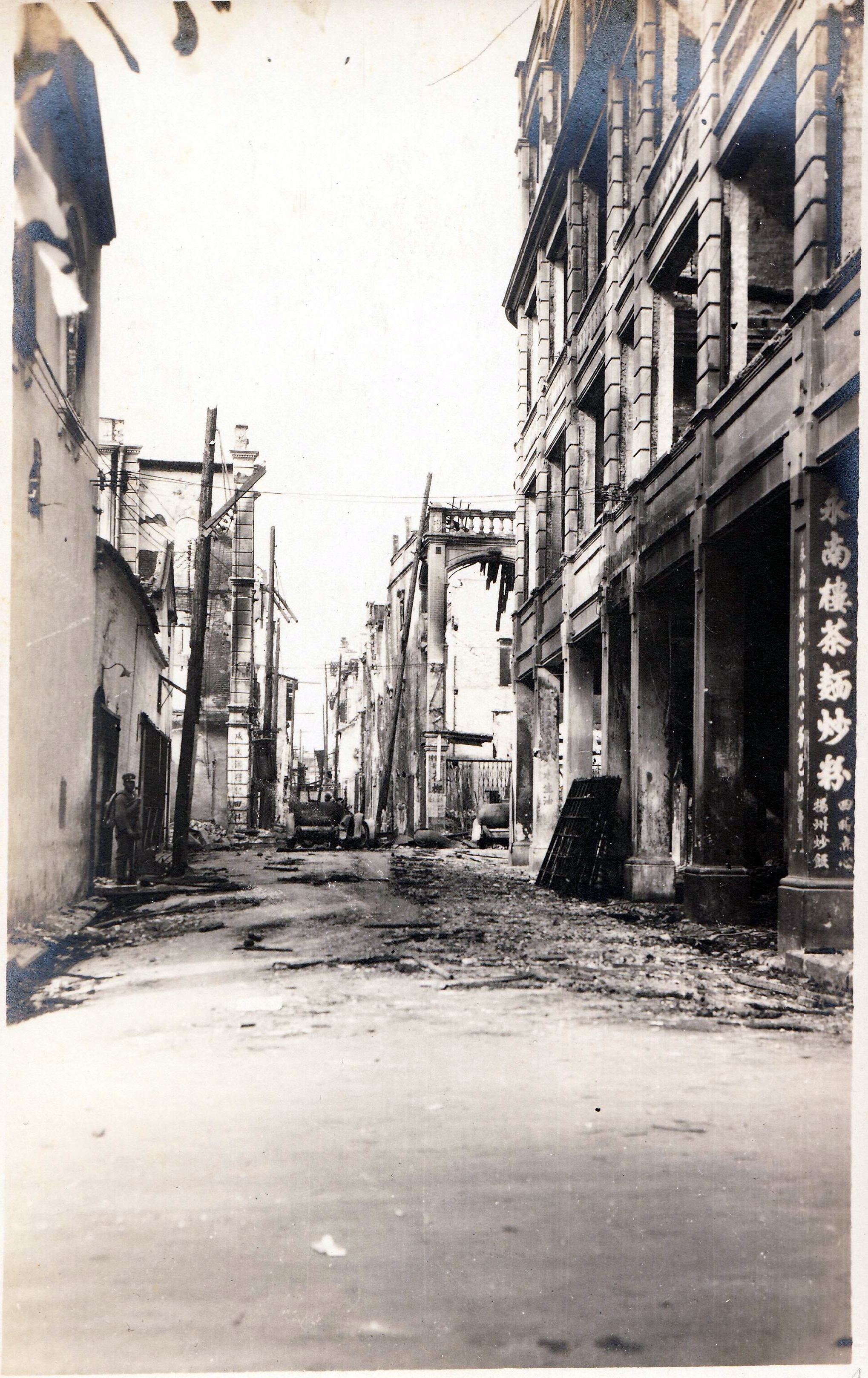
1927年廣州市南堤太平通津路口，可見永南樓騎樓上的廣告寫有揚州 炒飯。

廣州式的揚州炒飯雖然以「揚州」為名，卻非源於華東地區的揚州，而是一種道地的粵式米飯。揚州炒飯起源於清朝光緒年間的廣州，其後在香港發揚光大，並由華人移民把這道粵式炒飯帶到世界各地。清朝光緒年間的廣州，有一家叫「聚春園」的淮揚菜館，以蝦仁、叉燒和海參製作出一道名為「揚州鍋巴」的食物。其後有酒樓將鍋巴改為炒飯，名為揚州炒飯，結果大受歡迎，而揚州炒飯之名便廣傳開去。隨著時代的發展，因為海參的價錢較昂貴，所以逐漸從揚州炒飯的食譜剔除，卻令揚州炒飯得以大眾化，口感和味道也更佳。因為經過冷藏的米飯，水份含量較少，不易黏在一起，所以廣東地區的家庭常把吃剩的米飯製作揚州炒飯。在廣東有不少以蝦仁及叉燒為材料製作的菜式，都以「揚州」為名，如「揚州鍋麵」和「揚州炒蛋」等，但知名度不及揚州炒飯。叉燒是廣東的地道食品，是製作揚州炒飯的主要材料。另一方面，中國大陸和台灣有一種與揚州炒飯類似的港式炒飯，台灣還有一種以廣州炒飯為名的炒飯。

### 用料
揚州炒飯是廣東及香港的酒樓、茶餐廳、大牌檔及快餐店的主要食品；在北美的中菜館也很常見；在臺灣、馬來西亞及新加坡常見於茶樓、飯店及港式餐館。
廣州式的揚州炒飯對所用的材料沒有既定的標準，可說是各有各炒，但一般都包括以下的食材：
- 白飯：為了飯粒不黏著，會採用經冷藏的「隔夜飯」。
- 雞蛋：烹調雞蛋時一定要將蛋黃與蛋白攪拌均勻，否則效果不夠美觀。
- 叉燒：切粒的叉燒，有店家會為節省成本而改用切成粒狀的火腿或餐肉，但仍以叉燒為佳，因為具有燒臘的煙燻香氣[4]。
- 蝦仁：以新鮮的海蝦為佳，最有鮮味，其次是經冷藏的蝦仁，不過也有店家會為了節省成本而不加入。
- 蔬菜：沒有固定選材，蔬菜要切成條狀，常見的是生菜絲，也可使用青豆、玉米粒或三色豆，而加入切成小丁的胡蘿蔔可提升賣相。
- 蔥：切粒，一起炒更添香味。
- 油
- 鹽
- 常見選配食材：切粒的香菇、臘腸，切碎的干貝或蝦米。

## 揚州式

### 歷史
揚州式的扬州炒饭又名扬州蛋炒饭，在谢讽的《食经》就有“越国食碎金饭”，據學者考證《食經》之中只有名字而沒有製法。
中國官方認為「越国食碎金饭」即是扬州炒饭的前身，但其實「揚州炒飯」不起源於「碎金飯」。「碎金飯」的形制是採用碎蛋，而「揚州炒飯」是使用蛋漿。
中國官方指隋炀帝巡游扬州时将“碎金饭”传入扬州，也就成了有关「碎金飯」饭最早的记载。

### 用料
2002年，扬州市烹饪协会根据《中国扬州菜》、《扬州菜点》、《淮扬风味》等菜谱中的叙述，同时参考了10多种食品工业标准，推出了“扬州炒饭标准”，属于地方标准，有一定的强制性。但是此标准只对扬州市内餐馆作出限制，若不按照标准来炒饭将会被摘牌。而其他城市或国外厨师做扬州炒饭的材料并不受限。
“扬州炒饭标准”用料包括：
- 上等白米500克
- 雞蛋4個
- 海參20克
- 雞腿肉30克
- 火腿10克
- 干貝10克
- 蝦仁50克
- 花菇20克
- 鮮竹筍30克
- 青豆10克
- 蔥花10克
- 蝦籽1克
- 精鹽6克
- 紹酒6克
- 清雞湯100克
- 菜油60克

2015年10月22日，扬州市质量监督局发布扬州炒饭新标准。根据新标准，扬州炒饭在形态上要达到米饭颗粒分明、晶莹透亮。色泽上要做到红绿黄白橙，明快、和谐；口感上要鹹鲜、软硬适度，香、润、爽口；气味上要具有炒饭特有的香味。并规定了正宗扬州炒饭要以特等籼米饭、鲜鸡蛋为主料，以水发海参、熟地方鸡腿肉、中国火腿肉、水发干貝、上浆湖虾仁、水发花菇、净鲜笋和青豌豆为配料，加适量调料，按特定的熟炒操作规程炒作而成的饭菜合一的炒饭。除了规定用料，新标准还对制作步骤做出了详细说明。

## 争论
- 台灣美食作家唐魯孫認為揚州炒飯是與伊府麵相關的伊秉綬與府中麥姓廚子一同發明的。[7]美食家朱振藩亦認同唐魯孫的說法，清代揚州鹽商童岳薦編撰，張延年校注的美食書籍《調鼎集》，並未出現近似的料理名稱或烹飪方法，可見在成書前，揚州菜並無此料理。
- 扬州炒饭的起源到底是扬州，还是广州
- 扬州炒饭的商标注册
  - “扬州炒饭”注册商标并未成功，主要是涉及到地名原因，而根据中国商标法的规定，所有县级以上的地名不能用作注册为商标。
- 扬州炒饭的专利注册
  - 根据中华人民共和国国家知识产权局提供的資訊来看，扬州炒饭并未被当地人注册为专利产品。

## 现状
- 不同的城市，不同的餐馆和饭店，都有各自的“扬州炒饭”。
- 於2018年6月12日的2018年朝美首腦會議中，午餐包括一道秘製XO醬扬州炒饭。

## 外部連結
- “扬州炒饭”注册商标失败